# Георгиос Пападопулос
 Тази статия е за гръцкия диктатор.  За гръцкия андартски капитан вижте Георгиос Пападопулос (андарт).  
Георгиос Пападопулос (на гръцки: Γεώργιος Παπαδόπουλος) е гръцки офицер и политик, лидер на военната хунта на Черните полковници, която след преврат управлява Гърция в периода 1967 – 1973 г. Самият той също е свален от власт чрез преврат, организиран от Димитриос Йоанидис.
Пападопулос е полковник от артилерията. По време на Втората световна война той първоначално се съпротивлява срещу нахлуването на италианците през 1940 г., но по-късно става активен колаборационист на силите на Оста, присъединявайки се към Тагмата Асфалияс, които се борят срещу гръцката съпротива. През 1950-те години преминава военно и разузнавателно обучение в САЩ. и поддържа връзка с ЦРУ.

## Биография
Роден е в село Елеохори на полуостров Пелопонес, в семейство на учители. Баща му е Христос Пападопулос, а майка му е Хрисула Пападопулу. Има двама по-млади братя.
Следва строително инженерство в Националната мецовска политехника, но не завършва.

### Военна кариера
През 1940 г. завършва 3-годишния курс на Училището за курсанти в Навплио. В началото на гръцкото участие във Втората световна война се сражава като лейтенант в гръцката артилерия срещу нахлулите на 6 април същата година италиански и германски войски.
По време на окупацията на Гърция от Германия работи в Patras Food Supply Office на гръцкото марионетно правителство под ръководството на полк. Куркулакос, организатор на гръцките колаборационистки „батальони за сигурност“ (Тагмата Асфалияс). В началото на 1944 г. с помощта на британски разузнавачи заминава за Египет, където се намира правителството на Гърция в изгнание, и е повишен в звание старши лейтенант.
След войната служи във въоръжените сили на Гърция, става капитан и майор. Работи в Националната разузнавателна агенция (НРА) на Гърция от 1959 до 1964 г., където след обучение в ЦРУ (1953) отговаря за контакта с представителя на ЦРУ в Атина. След това е отново във войската. В началото на 1967 г. става полковник.

### Политическа дейност и правителство
Участва в неуспешен преврат срещу крал Павлос I през 1956 г. Води правителствения преврат от 21 април 1967 г. на военната хунта, в резултат на който тя завзема властта и установява военна диктатура. От 13 декември същата година, след заминаването в изгнание на краля Константинос II, е министър-председател и министър на националната отбрана на Гърция. Става и регент на Гърция от 21 март 1972 до 31 май 1973 г.
Започва да провежда непоследователна либерализация. Режимът на Пападопулос става печално славен с измъчванията на политически затворници, потискането на дисидентите и свободата на словото и опитите си да контролира университетското образование и да пренаписва учебниците. Той обявява военно положение, което му позволява да въведе строга цензура, да разпуска политически партии и да праща политиците от опозицията в затвора.
Драстичният гръко-християнски консерватизъм на режима налага забрана върху късите поли при жените и дългата коса при мъжете, както и върху автори като Аристофан, Уилям Шекспир, Антон Чехов и други. Потокът от изгонени гръцки интелектуалци и леви привърженици из Европа кара повечето западни страни да осъдят действията на правителството на Пападопулос, макар САЩ да подкрепят антикомунистическата позиция на новия диктатор.
На 13 август 1968 г. бомба, поставена от Александрос Панагулис, се взривява на пътя, по който минава колата на Пападопулос. Провалилият се опит за покушение води до осъждането на смърт на Панагулис на 17 ноември 1968 г., но той е помилван от Пападопулос. Впоследствие Панагулис се превръща в символ на борбата за демокрация в страната.
След оспорван референдум на 1 юни 1973 г. Пападопулос отменя монархията и се провъзгласява за първия президент на Гърция. В резултат на това губи поддръжката на своите предишни съратници в хунтата. През ноември същата година, армията и полицията убиват над 30 студенти, протестиращи пред Атинския политехнически университет. Това допълнително подкопава доверието на подчинените му към него. На 25 ноември 1973 г., е свален от съратника си генерал Димитриос Йоанидис, който оглавява хунтата.
След свалянето на хунтата през 1974 г. е привлечен под съдебна отговорност и е осъден на смърт, но присъдата е заменена от доживотен затвор при Константинос Г. Караманлис. Държан е в атинския затвор „Коридало“. Умира от онкологично заболяване.